# Gerbillus hoogstraali
Gerbillus hoogstraali là một loài động vật có vú trong họ Chuột, bộ Gặm nhấm. Loài này được Lay mô tả năm 1975.